# Acaeroplastes syriacus
Acaeroplastes syriacus is een pissebed uit de familie Porcellionidae. De wetenschappelijke naam van de soort is voor het eerst geldig gepubliceerd in 1967 door Verhoeff.